# The Merry Macs
The Merry Macs fueron un cuarteto vocal estadounidense de música pop activo desde la década de 1920 y la década de 1960. Fueron conocidos por canciones como "Mairzy Doats", "Place the Lord and Pass the Ammunition" y "Sentimental Journey". El grupo también intervino haciendo coros en grabaciones con Bing Crosby.

## Historia
Formado para tocar en los bailes de graduación en Minneapolis (Minnesota), el grupo originalmente estaba formado por los tres hermanos McMichael: los tenores Judd (1906–1989) y Joe (1916–1944), y el barítono Ted (1908–2001). Fueron descubiertos por el organista y director de orquesta Eddie Dunstedter de la emisora de radio WCCO, quien sugirió que actuaran con máscaras y los apodó The Mystery Trio.
En 1931-1932, los McMichael realizaron una gira con la orquesta del arreglista y compositor Joe Haymes, quien los rebautizó como The Personality Boys. En 1933 agregaron una cantante principal, Cheri McKay, y cambiaron su nombre a The Merry Macs. Por recomendación de Haymes, Victor Records contrató al grupo para un sencillo ese año, su primera grabación.
En 1936 aparecieron en varios programas de radio nacionales y Cheri McKay fue reemplazada por Helen Carroll. Realizaron una nueva grabación con la orquesta de Ray Noble y comenzaron a aparecer con Fred Allen en Town Hall Tonight a partir del 17 de noviembre de 1937. En septiembre de 1938, firmaron un contrato con Allen para la temporada 1938-1939 y permanecieron hasta el final de la temporada de 1940.
Los Merry Macs revolucionaron la armonía vocal con acordes armónicos más cercanos. Este estilo inspiró a otros grupos, como The Modernaires y Six Hits and a Miss. En 1938 The Merry Macs firmaron con Decca Records y grabaron " Pop Goes the Weasel ". En 1939 cantaron una versión swing de "Down by the Old Mill Stream" en el musical de Vitaphone de 1939 Seeing Red, la primera película de Red Skelton.
En 1939, Mary Lou Cook (1908–2008) reemplazó a Helen Carroll. Este cuarteto es considerado la formación más popular del grupo, al ser el que apareció en mayor número de películas. Los hermanos McMichael y Cook aparecieron en películas de Hollywood como Love Thy Neighbor de 1940. En 1941, Universal Pictures les dio su propia serie de largometrajes. Su película más famosa es Ride 'Em Cowboy (1942), una comedia de Abbott y Costello en la que The Merry Macs ofrecen interludios musicales. En ese momento, Cook estaba casada con el actor Elisha Cook, Jr.
Marjory Garland (1923-1991) reemplazó a Mary Lou Cook tras el rodaje de Ride 'Em Cowboy. Los Merry Mac continuaron cosechando éxitos con su versión de "Mairzy Doats". Garland, quien luego se casó con Judd McMichael, permaneció con el grupo durante dos décadas. Imogene Lynn fue la cantante principal femenina del grupo en 1946-1947.
El hermano menor, Joe McMichael, sirvió en las fuerzas armadas y falleció en 1944. Fue reemplazado por Clive Erard, luego por Dick Baldwin y finalmente por Vern Rowe. El cuarteto de Judd, Ted, Marjory y Vern continuaron actuando hasta que se retiraron del mundo del espectáculo en 1964.

## Premios y reconocimientos
Los Merry Macs fueron incluidos en el Salón de la Fama de los Grupos Vocales en 2003.

## Sencillos
- Igloo/I'm Forever Blowing Bubbles (Decca 2506, 1939)
- In the Mood/Shoot the Sherbert to Me, Herbert (Decca 2942. 1939)
- Chopsticks/Too Tired (Decca Y5397, 1940)
- Deep in the Heart of Texas/Kimaneero Down to Cairo (Decca 4136, 1942)[7]
- Ten Days with Baby/Thank Dixie for Me (Decca 18630, 1944)
- Anyone Can Dream/Baby Darlin' (Majestic 7268, 1947)

## Álbumes
- The Very Merry Macs (Capitol T850, 1957)
- Something Old, New, Borrowed & Blue (Era 20006, 1957)